# Résigny
Résigny è un comune francese di 175 abitanti situato nel dipartimento dell'Aisne della regione dell'Alta Francia.

## Società

### Evoluzione demografica
Abitanti censiti

## Storia
In origine, verso il IX secolo, il villaggio era un gruppo di abitazioni di carpentieri, boscaioli e carbonai che vivevano in mezzo al bosco . 
Nel Medioevo, il territorio di Résigny apparteneva ai Signori di Résigny. 
Nel XII secolo, Résigny era un allodio che apparteneva al capitolo della chiesa di Saint-Laurent de Rozoy-sur-Serre, cui era stato donato con il mulino ad acqua e le sue dipendenze nel 1018, al momento della sua fondazione, da Hilgaud, signore di Rozoy, confermata dal papa Alessandro III nel 1179. 
I comuni di Résigny e di Brunehamel furono a lungo in disaccordo sulla linea di demarcazione dei loro rispettivi territori. Nel mese ventoso anno III, questa questione era ancora presente a causa delle imposte; il 17 vendemmiaio anno IV, le due municipalità si accordarono.
Nel 1865, si contavano a Résigny più di 60 mestieri per la tessitura di stoffe, di lana e di cotone.